# Escola Mossèn Jacint Verdaguer
Escola Mossèn Jacint Verdaguer és una obra de Barcelona inclosa a l'Inventari del Patrimoni Arquitectònic de Catalunya.

## Descripció
L'Escola Mossèn Jacint Verdaguer està ubicada a l'illa de cases del districte de Sants-Montjuïc delimitada pel carrer Lleida i les avingudes Rius i Taulet, Reina Maria Cristina i Paral·lel. Es va construir inicialment com a seu de les oficines de l'Exposició Universal de 1929 sent projectat per l'arquitecte Joan Bruguera que, seguint les instruccions rebudes de l'Ajuntament de Barcelona, el va aixecar en la cruïlla dels carrers de Lleida i Fra Juncosa (avui avinguda Rius i Taulet). L'any 1931 va ser reconvertit en escola.
De planta rectangular, es tracta d'un edifici aïllat amb dos façanes exteriors afrontades al carrer Lleida i a l'avinguda Rius i Taulet, i dos façanes interiors afrontades al pati de l'escola. L'estructura en alçat presenta planta baixa més una planta pis amb coberta de doble vessant, complementat amb quatre torres cantoneres que li proporcionen esveltesa. Aquestes presenten un pis més i estan cobertes per un terra pla transitable.
Les façanes llargues es troben estructurades en onze eixos verticals de ritme regular formant una composició axial només trencada per l'accés principal que es troba desplaçat a la dreta de la façana del carrer Lleida. Aquest accés està emmarcat per dues columnes de capitell jònic col·locades sobre pilars de base planta poligonal, rematat per un entaulament classicista amb frontó triangular. A la façana contraria dues de les obertures són utilitzades com a portes per accedir al pati de l'escola. La resta d'obertures presenten grans finestrals rectangulars amb ampits de ferro forjat a la primera planta. El terrat i les obertures de les torres estan tancades pe balustrades de pedra artificial. Les façanes curtes, amb uns elements estructurals molt similars, es troben estructurades en cinc eixos verticals formant una composició axial.
De l'edifici destaca particularment el tractament de les façanes, esgrafiades en la seva totalitat, amb decoració de falses columnes i pilastres (algunes de fust estriat i d'altres de fust helicoidal), decoració floral sobre gerros, medallons decorats, etc. Els esgrafiats s'atribueixen a l'artista Francesc Canyelles. La decoració emmarca totes les obertures i s'estén per tots els paraments. La línia que se segueix artísticament és la pròpia del noucentisme més tardà.
L'edifici presenta un vestíbul de gran amplitud i il·luminació zenital que juntament amb els nombrosos grans finestral, els tres celoberts i la bona distribució de les dependències interiors dona lloc a un edifici on totes les instal·lacions tenen llum i ventilació directa. Aquesta bona estructuració interior va fer que s'habilités com escola, una vegada finalitzada l'exposició.

## Història
Es va construir inicialment com a seu de les oficines de l'Exposició Universal de 1929. Aquest edifici -anomenat Pabellón Regio del Parque- va ser projectat per l'arquitecte Joan Bruguera. Una vegada finalitzada l'Exposició va canviar d'ús. El mes de març de 1931, s'inaugurà oficialment l'escola Mossèn Jacint. L'edifici en aquesta època no disposava de pati i, per aquest motiu, els nens i les nenes sortien a jugar al carrer i sovint anaven fins a l'esplanada de la Font Màgica o bé a un pati situat en terrenys de l'Exposició. Ja en període democràtic es produeixen les primeres obres d'arranjament: distribució de les aules, lavabos, calefacció, claraboia del pati interior, i en anys successius s'amplia el pati, s'adequa el pati interior per oferir el servei de menjador, es repara la teulada, es restaura la façana, s'instal·len vestidors i dutxes, es refan tots els sostres del primer pis, es fa la instal·lació de l'aula d'informàtica, i es crea una zona d'esbarjo destinada als més petits de l'escola.